# 李丙勳
李丙勳（1944年10月14日—），韓國導演。1970年加入MBC電視台。他的作品大部分是歷史劇，以弘揚韓國傳統文化為己任，將獨特的文化內涵融入戲劇中。

## 作品

### 電視劇
- 1974年：MBC《113搜查本部》
- 1975年：MBC《第三堂課》
- 1981年：MBC《暗行御史》
- 1982年：《南岡李昇薰》
- 1982年：MBC《迷戀》
- 1984年：MBC《雪中梅》
- 1983年~1990年：MBC《朝鮮王朝500年》
  - 1983年：《鄒東宮娘娘》
  - 1983年：《根深蒂固的樹》
  - 1985年：《風蘭》
  - 1985年：《壬辰倭亂》
  - 1988年：《仁顯王后》
  - 1988年：《恨中錄》
  - 1990年：《大院君》
- 1997年：《第三個男人》
- 1999年：MBC《許浚》
- 2001年：MBC《商道》
- 2003年：MBC《大長今》
- 2006年：SBS《薯童謠》
- 2007年：MBC《李祘》
- 2010年：MBC《同伊》
- 2012年：MBC《馬醫》
- 2016年：MBC《獄中花》

### 書籍
- 2009年：《建立夢想的王國》

## 腳註
1. ↑  .   [2012-01-23]. （原始内容存档于2020-04-18）.

## 外部連結
- 官方网站
- 韓網NAVER搜索 （页面存档备份，存于）